# كونستانتين مارين
كونستانتين مارين (بالرومانية: Constantin Marin)‏ هو موزع وملحن روماني، ولد في 27 فبراير 1925 في Urleta ‏ في رومانيا، وتوفي في 2011 في بوخارست في رومانيا.

## وصلات خارجية
- كونستانتين مارين على موقع ميوزك برينز (الإنجليزية)
- كونستانتين مارين على موقع ديسكوغز (الإنجليزية)